# Mongo (waluta)

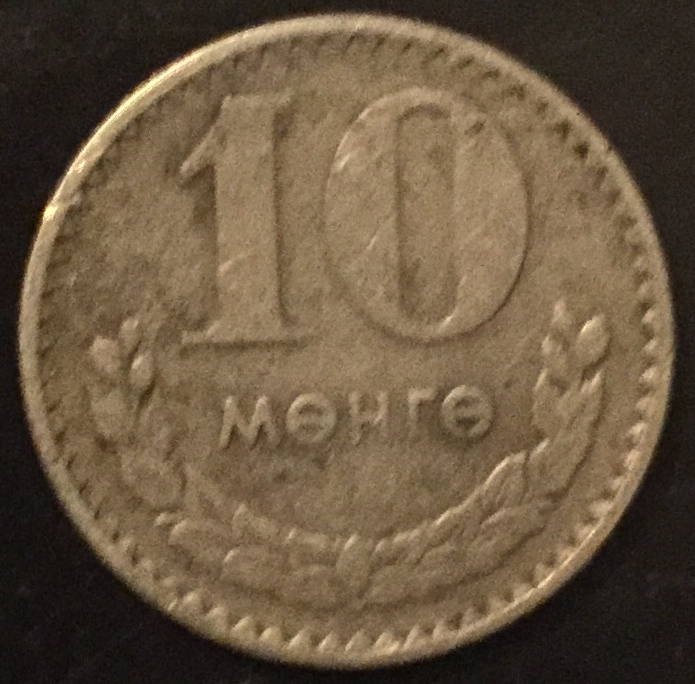
10 mongo z 1981 roku

Mongo, Möngö (mong. мөнгө) – zdawkowa jednostka monetarna używana w Mongolii. Sto mongów równe jest jednemu tugrikowi. Nazwa monety pochodzi od słowa "mongo" - srebro.
Wydano pięć serii monet, których nominały wyrażone były w möngö:
- rok 15 (1925) - w miedzi (1, 2 i 5) oraz srebrze (10, 15, 20 i 50),
- rok 27 (1937) - w stopie aluminium i brązu (1, 2 i 5) oraz miedzioniklu (10, 15 i 20),
- rok 35 (1945) - w stopie aluminium i brązu (1, 2 i 5) oraz miedzioniklu (10, 15 i 20),
- 1959 - wszystkie nominały w aluminium (1, 2, 5, 10, 15, 20),
- 1970, 1977 i 1980–1981 - w aluminium (1, 2 i 5) oraz miedzioniklu (10, 15, 20 i 50).

Od serii datowanej na 1945, na monetach stosowany jest alfabet oparty na cyrylicy, natomiast na wcześniejszych emisjach występuje pismo mongolskie o charakterystycznym pionowym zapisie.
Monety z 1970 roku i późniejsze pozostają środkiem płatniczym, jednakże ze względu na niską wartość tugrika (1 USD = 2400 MNT), nie pojawiają się one w obiegu.
W 1993 wydano również niedatowane banknoty o nominale 10, 20 i 50 möngö.